# Boaz Kiplagat Lalang
Boaz Kiplagat Lalang (* 8. února 1989) je keňský atlet, jehož specializací je běh na 800 metrů.
V roce 2008 reprezentoval na letních olympijských hrách v Pekingu, kde skončil ve třetím semifinálovém běhu na nepostupovém 3. místě. K postupu do finále mu nepomohl ani sedmý nejrychlejší čas ze 24 závodníků. Na halovém MS 2010 v katarském Dauhá vybojoval v čase 1:46,39 stříbrnou medaili. O šestnáct setin byl rychlejší jen Súdánec Abubaker Kaki. V roce 2010 získal také zlatou medaili na hrách Commonweathu v indickém Novém Dillí.

## Osobní rekordy
- 800 m (hala) - 1:45,15 - 26. únor 2009, Praha
- 800 m - 1:42,95 - 29. srpen 2010, Rieti